# Opere di Odilon Redon
Di seguito vi è una selezione di opere eseguite dall'artista simbolista francese Odilon Redon. Sono presenti dipinti, disegni e stampe.

## Dipinti e pastelli
| Immagine | Titolo                                                               | Anno       | Tecnica                       | Città                                 | Collocazione                          |  |
| -------- | -------------------------------------------------------------------- | ---------- | ----------------------------- | ------------------------------------- | ------------------------------------- |  |
|          | Autoritratto                                                         | 1867       | olio su tela                  | Parigi                                | Museo d'Orsay                         |  |
|          | Paesaggio di Peyrelebade                                             | 1868       | olio su tela                  | Parigi                                | Museo d'Orsay                         |  |
|          | La strada a Peyrelebade                                              | non datato | olio su tela                  | Parigi                                | Museo d'Orsay                         |  |
|          | Rolando a Roncisvalle                                                | 1869       | olio su tela                  | Bordeaux                              | Musée des Beaux-Arts (Bordeaux)       |  |
|          | Beatrice                                                             | 1885       | pastello su carta             |                                       | Collezione privata                    |  |
|          | Testa simbolica                                                      | 1890 circa | olio su carta montata su tela | Museum of Modern Art                  | New York                              |  |
|          | Gli occhi chiusi (varie versioni 1889–1894)                          | 1894       | olio su cartone               |                                       | Collezione privata                    |  |
|          | Icaro                                                                | 1890       | olio su carta montata su tela | Pola Museum of Art                    | Hakone                                |  |
|          | Il ciclope                                                           | 1895-1900  | olio su tela                  | Museo Kröller-Müller                  | Otterlo                               |  |
|          | Pegaso (varie versioni 1900-1908)                                    | 1900       |                               | Washington, DC                        | Hirshhorn Museum and Sculpture Garden |  |
|          | Pegaso e le Muse                                                     | 1900       | olio su tela                  | Parigi                                | Collezione privata                    |  |
|          | Le due grazie                                                        | 1900 circa | olio su tela                  | Columbus, Ohio                        | Columbus Gallery of Fine Arts         |  |
|          | Il rapimento di Ganimede                                             | 1900 circa | olio su tela                  | Tolosa                                | Fondazione Bemberg                    |  |
|          | La signora Camille Redon mentre legge                                | 1900 circa | olio su carta montata su tela |                                       | Christie's online, ID=5507372         |  |
|          | San Giorgio e il drago                                               | 1900 circa |                               | Philadelphia and Merion, Pennsylvania | Barnes Foundation                     |  |
|          | Ofelia (varie versioni, 1900–1905)                                   | 1900-1905  | pastello su cartone           | New York                              | Dian Woodner Collection               |  |
|          | Figure dalla decorazione della sala da pranzo del Castello di Domecy | 1901       |                               | Parigi                                | Museo d'Orsay                         |  |
|          | Figure dalla decorazione della sala da pranzo del Castello di Domecy | 1901       |                               | Parigi                                | Museo d'Orsay                         |  |
|          | Pannello decorativo                                                  | 1902       |                               | Amsterdam                             | Rijksmuseum (Amsterdam)               |  |
|          | Apparizione                                                          | 1905       | olio su tavola                | New York                              | Museum of Modern Art                  |  |
|          | La vela gialla                                                       | 1905 circa | pastello su carta             | Indianapolis, Indiana                 | Indianapolis Museum of Art            |  |
|          | Alberi rossi                                                         | 1905-1906  |                               | Bruxelles                             | Eric Gillis Fine Art                  |  |
|          | Vetrata                                                              | 1907       | olio su tela                  | New York                              | Museum of Modern Art                  |  |
|          | Ritratto della signora Gustave Fayet                                 | 1907       | pastello su carta             |                                       | Collezione privata                    |  |
|          | Il Carro di Apollo (varie versioni, 1905-1914)                       | 1909       | olio e pastello su cartone    | Bordeaux                              | Musée des Beaux-Arts (Bordeaux)       |  |
|          | Fiori in un vaso nero                                                | 1909-1910  | pastello                      | Dallas, Texas                         | Dallas Museum of Art                  |  |
|          | Ritratto di Violette Heymann                                         | 1910       | Pastello                      | Cleveland (Ohio)                      | Cleveland Museum of Art               |  |
|          | Fiori in un vaso                                                     | 1910       | olio su tela                  | Washington                            | National Gallery of Art               |  |
|          | Pandora (varie versioni)                                             | 1911       | olio su tela                  | Washington                            | National Gallery of Art               |  |
|          | Farfalle (varie versioni, 1910–1914)                                 | 1910       | olio su tela                  | New York                              | Museum of Modern Art                  |  |
|          | Nascita di Venere (varie versioni, 1910–1912)                        | 1912       | olio su tela                  | New York                              | Museum of Modern Art                  |  |
|          | San Sebastiano                                                       | 1910-1912  | olio su tela                  | Washington                            | National Gallery of Art               |  |
|          | La cattedrale                                                        | 1914       | olio su tela                  | Monaco                                | Bayerische Staatsgemäldesammlungen    |  |
|          | Omaggio a Leonardo da Vinci                                          | 1914       | pastello su carta             | Amsterdam                             | Stedelijk Museum                      |  |

## Disegni
| Immagine | Titolo                                                         | Anno       | Tecnica                                                                 | Città    | Collocazione                                 |
| -------- | -------------------------------------------------------------- | ---------- | ----------------------------------------------------------------------- | -------- | -------------------------------------------- |
|          | Studio di albero                                               | 1855-1916  | gesso nero e carboncino su carta patinata                               | Londra   | British Museum                               |
|          | Testa di martire                                               | 1877       | carboncino                                                              | Otterlo  | Museo Kröller-Müller                         |
|          | Il pazzo                                                       | 1877       | carboncino con gesso nero e fissativo su carta preparata marrone chiaro | New York | Thaw Collection, The Morgan Library & Museum |
|          | L'occhio, come un pallone bizzarro, si dirige verso l'infinito | 1878       | carboncino su carta colorata                                            | New York | Museum of Modern Art                         |
|          | L'infante                                                      | 1880       | carboncino su carta                                                     |          | Sotheby's n°374                              |
|          | Orfeo                                                          | 1881       | carboncino e gesso nero su carta                                        | Otterlo  | Museo Kröller-Müller                         |
|          | Il corvo                                                       | 1882       | carboncino su carta                                                     | Ottawa   | National Gallery of Canada                   |
|          | Primavera                                                      | 1883       | carboncino, gessetto e pastello su carta                                | Ginevra  | Jean Bonna Collection                        |
|          | Follia                                                         | 1883       | carboncino su carta                                                     | Parigi   | Museo del Louvre                             |
|          | Pegaso e Bellerofonte                                          | 1888 circa | carboncino, gesso bianco e pastello su carta preparata                  | New York | Metropolitan Museum of Art                   |
|          | Gli alberi                                                     | 1890       | carboncino su carta                                                     | Houston  | Houston Museum of Fine Arts                  |
|          | Armatura                                                       | 1891       | carboncino e matita                                                     | New York | Metropolitan Museum of Art                   |
|          | Finestra della chiesa                                          | 1891 circa | carboncino                                                              | Berlino  | Collezione Scharf-Gerstenberg                |
|          | Cristo incoronato di spine                                     | 1895       | Carboncino, pastello nero, matita nera, su carta preparata              | Londra   | British Museum                               |

- Demone alato che porta una maschera (1876)
- Femmina e serpente (1890)

## Raccolte litografiche
- Nel sogno (Dans le rêve, raccolta litografica, X tavole, 1879)
  - Tavola I: Schiusa
  - Tavola II: Germinazione
  - Tavola III: La ruota
  - Tavola VI: Limbo
  - Tavola V: Il giocatore
  - Tavola VI: Gnomo
  - Tavola VII: Scena felina
  - Tavola VIII: Visione
  - Tavola IX: Triste ascesa
  - Tavola X: Sulla coppa
- A Edgar Poe (raccolta litografica, VI tavole, 1882)

| Tavola | Immagine | Titolo                                                                               | Titolo originale                                                                   | Collocazione                     | Città       | Dimensioni foglio |
| ------ | -------- | ------------------------------------------------------------------------------------ | ---------------------------------------------------------------------------------- | -------------------------------- | ----------- | ----------------- |
| I      |          | L'occhio, come un pallone bizzarro, si dirige verso L'INFINITO                       | L'oeil, comme un ballon bizarre se dirige vers L'INFINI                            | Los Angeles County Museum of Art | Los Angeles |                   |
| II     |          | LA FOLLIA                                                                            | LA FOLIE                                                                           | Los Angeles County Museum of Art | Los Angeles | 43,82 x 31,12 cm  |
| III    |          | Una maschera suona la CAMPANA FUNEBRE                                                | Un masque sonne le GLAS FUNEBRE                                                    | Los Angeles County Museum of Art | Los Angeles |                   |
| IV     |          | All'orizzonte l'Angelo delle CERTEZZE, e, nel cielo scuro, uno sguardo interrogativo | À l'horizon l'Ange des CERTITUDES, et dans le ciel sombre, un regard intérrogateur | Los Angeles County Museum of Art | Los Angeles | 43,82 x 31,12 cm  |
| V      |          | Il soffio che guida gli esseri è anche nelle SFERE                                   | Le souffle qui conduit les êtres est aussi dans les SPHÈRES                        | Los Angeles County Museum of Art | Los Angeles | 43,82 x 31,12 cm  |
| VI     |          | Davanti al Sole nero della MALINCONIA, appare Lenore                                 | Devant le noir Soleil de la MELANCOLIE, Lénore apparaît                            | Los Angeles County Museum of Art | Los Angeles | 43,82 x 31,12 cm  |

- Le origini (Les origines, raccolta litografica, 1883) 
  - Tavola I: Quand s'eveillait la Vie au Fon de la matiere oscure
  - Tavola II: Ci fu forse una prima visione sperimentata nel fiore
  - Tavola III: Il polpo difforme fluttuava sulle rive come un ciclope sorridente e orrendo
- Omaggio a Goya (Hommage à Goya, raccolta litografica, VI tavole, 1885)
  - Tavola I: Nel mio sogno, ho visto un volto misterioso in cielo
  - Tavola II: Fiore di palude un testa umana e triste
  - Tavola III: Un pazzo in un triste paesaggio
  - Tavola IV: Ci sono stati anche esseri embrionali
  - Tavola V: Lo strano giocoliere
  - Tavola VI: Al risveglio vidi la dea dell’intelligibile dal profilo severo e duro
- La notte (La nuit, raccolta litografica, VI tavole, 1886)
  - Tavola I: Alla vecchiaia
  - Tavola II: L'uomo era solo in un paesaggio notturno
  - Tavola III: L'angelo perduto apre allora delle ali nere
  - Tavola IV: La chimera guardava tutte le cose con orrore
  - Tavola V: Le sacerdotesse erano in attesa
  - Tavola VI: E il ricercatore era alla ricerca infinita
- La giuria (Le Juré, VII tavole litografiche illustrative e autoritratto, 1887) per il monodramma lirico in cinque atti di Edmond Picard (1836-1924).[1] Musicato da Henri Ferdinand Thiébaut (1865-1959) per piano e voce.[2]

| Tavola | Immagine | Titolo | Titolo originale                                                                                        |  |
| ------ | -------- | --- | --- |  |
| I      |          | Il muro della sua camera si apriva e da una fessura veniva proiettato un teschio                                        | La muraille de sa chambre s'entr'ouvrait et de la fente était projetée une tête de mort                 |  |
|        |          | | Portrait d'Odilon Redon, par lui-même                                                                   |  |
| II     |          | Si mostra a lui, drammatica e grandiosa con i suoi capelli di sacerdotessa druidica                                     | Elle se monte à lui, dramatique et grandiose, avec sa chevelure de prêtresse druidique                  |  |
| III    |          | Un uomo del popolo, un selvaggio, passato sotto la testa dei cavalli                                                    | Un homme du peuple, un sauvage a passé sous la tête des chevaux                                         |  |
| IV     |          | La campana della tomba di Santa Gudula batteva nella vicina torre                                                       | La cloche grave de Sainte-Gudule battait l'heure dans la tour voisine                                   |  |
| V      |          | All'ingresso dei vicoli, dove gli alberi intrecciano il dedalo osteologico dei rami, glabro e scarno, emerge lo spettro | A l'entrée des allees ou les arbres entrelaçaient le dédale ostéologique des branches                   |  |
| VI     |          | Perché non dovrebbe esistere un mondo composto da esseri invisibili, bizzarri, fantastici, embrionali?                  | Pourquai n'existerait-il pas un monde composé d'être invisibles, bizarres, fantastiques, embryonnaires? |  |
| VII    |          | Il comando sinistro dello spettro è compiuto. Il sogno finisce con la morte                                             | Le commandement sinistre du spectre: IL FAUT QUE TU TE TUES! est accompli. Le rêve s'achève par la mort |  |

- La tentazione di sant’Antonio di Flaubert (À Gustave Flaubert, Tentation de saint Antoine, tre serie di raccolte litografiche)
  - Prima serie, 1888, XI tavole
    - Tavola: (Frontespizio) La tentazione di sant'Antonio
    - Tavola I: ....prima una pozzanghera d'acqua, poi una prostituta, l'angolo di un tempio, una figura di un soldato, una carrozza con due cavalli bianchi impennati
    - Tavola II: Egli è il diavolo, che porta sotto le sue due ali i sette peccati capitali
    - Tavola III: E un grande uccello che scende dal cielo, cade sulla cima dei suoi capelli...
    - Tavola IV: Egli alza l'urna bronzea
    - Tavola V (?): Allora sembra essere un essere singolare, con la testa di un uomo su un corpo di pesce
    - Tavola VI: È un teschio, con una corona di rose. Domina un torso femminile di un bianco perlaceo
    - Tavola VII: ... La Chimera con gli occhi verdi, girando, grida
    - Tavola VIII: E sorgono tutti i tipi di bestie terribili
    - Tavola IX: Dovunque i bulbi oculari fiammeggiano
    - Tavola X: E nel disco del sole, irradia il volto di Cristo

  - Seconda serie 1889, VI tavole:
    - Tavola I: Attraverso i suoi lunghi capelli
    - Tavola II: Una lunga crisalide color sangue
    - Tavola III: La morte: la mia ironia è più grande di tutte le altre!
    - Tavola IV: Sant'Antonio: Ci devono essere figure primordiali da qualche parte in cui i corpi sono solo immagini
    - Tavola V: La sfinge: il mio sguardo, che nulla può deviare, rimane fisso sulle cose su un orizzonte inaccessibile. La chimera: Sono leggera e gioiosa
    - Tavola VI: Sciapodi: La testa più bassa possibile è il segreto della felicità!

  - Terza serie 1896, XXIII tavole:
    - Tavola I: (Frontespizio) La tentazione di sant'Antonio, testo di Gustave Flaubert
    - Tavola II: Aiuto, mio Dio!
    - Tavola III: E ovunque ci sono colonne di basalto..... la luce cade dalle volte
    - Tavola IV: I miei baci hanno il sapore di un frutto che si scioglierebbe nel tuo cuore!........ Tu mi disprezzi! Addio!
    - Tavola V: I fiori cadono e appare la testa di un pitone
    - Tavola VI: Nell'ombra, le persone piangono e pregano, circondate da altre che le esortano
    - Tavola VII: e distingue una pianura arida e pungente
    - Tavola VIII: Tira fuori dal petto una spugna nera, la copre di baci
    - Tavola IX: Sono sprofondato nella solitudine. Ho abitato l'albero dietro di me
    - Tavola X: Hélène (Ennoia)
    - Tavola XI: Immediatamente appaiono tre dee
    - Tavola XII: L'Intelligenza era mia! Divento il Buddha!
    - Tavola XIII: E occhi senza testa fluttuavano come molluschi
    - Tavola XIV: Oannès: Io, la prima coscienza del caos, sono emerso dall'abisso per indurire la materia, per regolare le forme
    - Tavola XV: Ecco la buona dea
    - Tavola XVI: Io sono sempre la grande Iside! Nessuno ancora ha sollevato il mio velo! Il mio frutto è il sole
    - Tavola XVII: Cade nell'abisso, con la testa in basso
    - Tavola XVIII: Antonio: Qual è lo scopo di tutto questo? Il diavolo: Non c'è uno scopo
    - Tavola XIX: La vecchia: di cosa hai paura? Un grande buco nero! È il vuoto forse?
    - Tavola XX: Morte: sono io colui che ti rende serio; abbracciamoci
    - Tavola XXI:  Le bestie del mare rotonde come otri
    - Tavola XXII: Diversi popoli abitano i paesi dell’Oceano
    - Tavola XXIII: Il giorno infine appare...E nello stesso disco del sole, irradia il volto di Cristo
- I fiori del male di Baudelaire (Les Fleurs du Mal, raccolta litografica, 1890)
- Sogni (Songes raccolta litografica, 1891)
  - Tavola I: Le Jour
  - Tavola II: C'était un voile, une empreinte
  - Tavola III: Et là-bas l'idole astrale, l'apothéose
  - Tavola IV: Lueur précaire, une tête a l'infini suspendue
  - Tavola V: Sous l'aile d'ombre, l'être noir appliquait une active morsure
  - Tavola VI: Pèlerin du monde sublunaire
- L’Apocalisse di san Giovanni (L’Apocalypse de saint Jean, raccolta litografica, XIII tavole, 1899)
  - Tavola frontespizio
  - Tavola I: E nella mano destra teneva sette stelle, dalla bocca gli usciva una spada affilata a doppio taglio
  - Tavola II: E nella mano destra di Colui che sedeva sul trono vidi un rotolo scritto dentro e fuori, sigillato con sette sigilli
  - Tavola III: E colui che si è seduto su di esso era la morte
  - Tavola IV: E l'angelo prese il turibolo
  - Tavola V: Cadde dal cielo una grande stella, ardente come una torcia
  - Tavola VI: Una donna vestita di sole
  - Tavola VII: E un altro angelo uscì dal tempio che è nel cielo, avendo anch'egli una falce tagliente
  - Tavola VIII: Poi vidi discendere dal cielo un angelo con la chiave dell'abisso e una grande catena in mano
  - Tavola IX: E lo legò per mille anni
  - Tavola X: E il diavolo, che li aveva sedotti, fu gettato nello stagno di fuoco e zolfo, dove sono anche la bestia e il falso profeta
  - Tavola XI: Ed io, Giovanni, vidi la santa città, la nuova Gerusalemme, scendere dal cielo da presso Dio
  - Tavola XII: Sono stato io, Giovanni, che ho visto e sentito queste cose

## Litografie
| Immagine | Titolo                                         | Titolo originale          | Anno | Note                                                                    |
| -------- | ---------------------------------------------- | ------------------------- | ---- | ----------------------------------------------------------------------- |
|          | Testa d’Orfeo sulla lira                       |                           | 1880 |                                                                         |
|          | Sognando vidi nel cielo una visione di mistero |                           | 1885 |                                                                         |
|          | Pegaso catturato                               |                           | 1889 |                                                                         |
|          | Perversità                                     | Perversité                | 1891 |                                                                         |
|          | Tenebre                                        | Ténèbres                  | 1892 | Frontespizio del libro di Iwan Gilkin, Ténèbres                         |
|          | L'ala                                          | L'Aile                    | 1895 |                                                                         |
|          | La dannazione dell'artista                     | La damnation de l'artiste | 1889 | Frontespizio del libro di Iwan Gilkin, La damnation de l'artiste (1890) |